# Raphitoma linearis
Raphitoma linearis là một loài ốc biển, là động vật thân mềm chân bụng sống ở biển thuộc họ Conidae.

## Hình ảnh

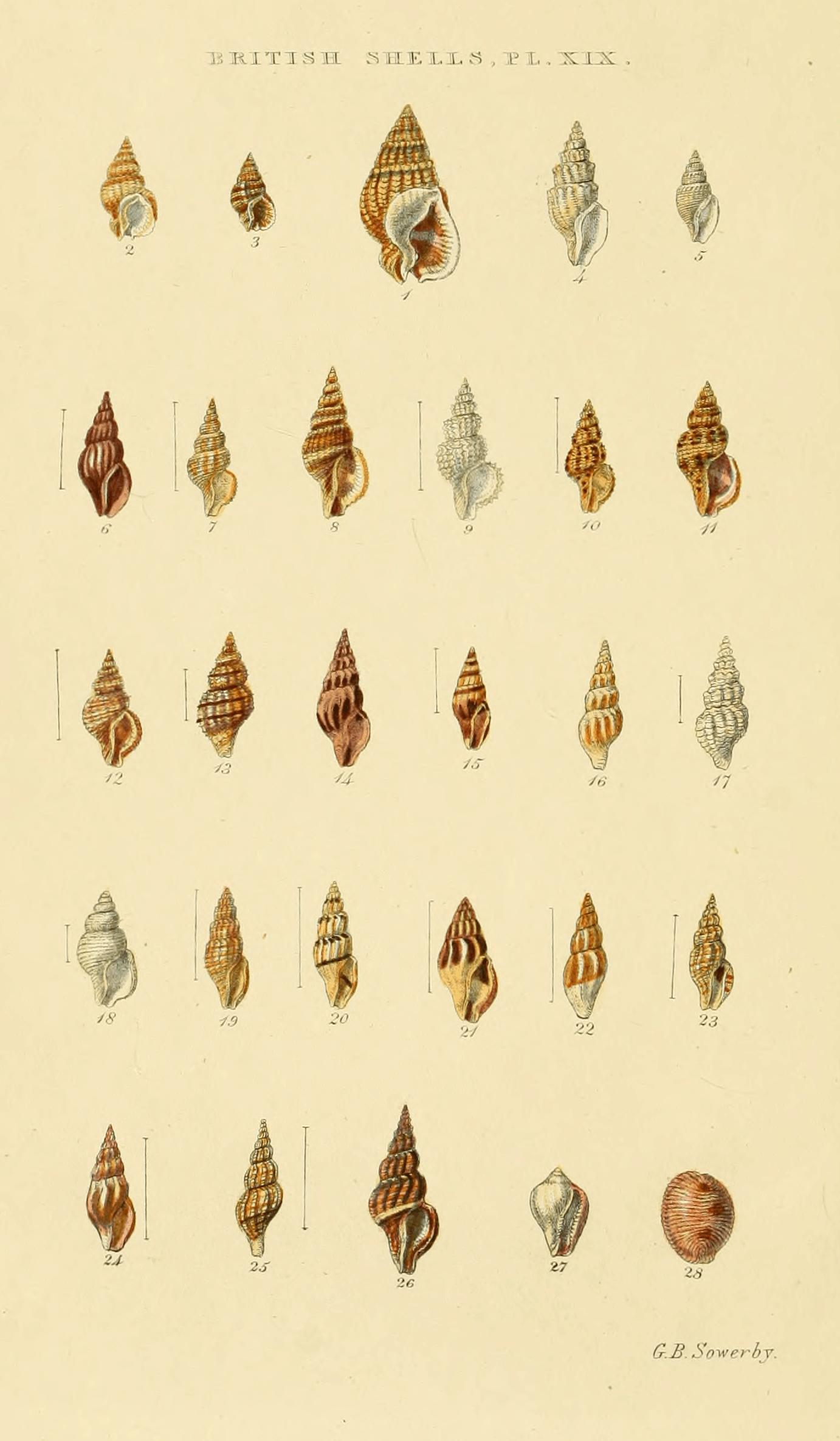